# Bedug

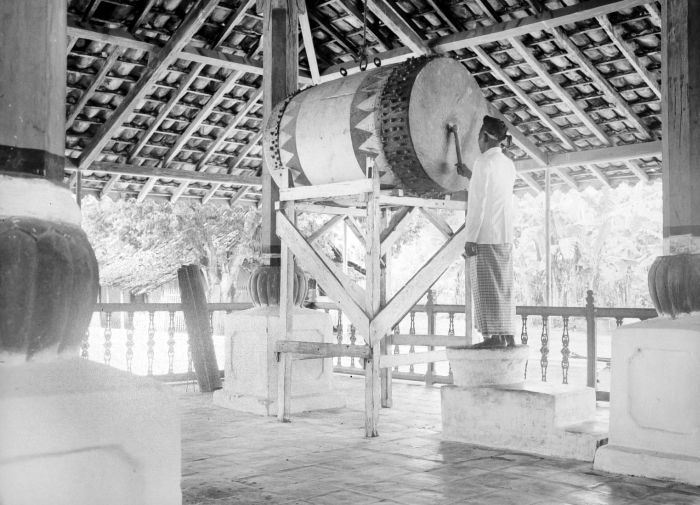
O bedug em uma mesquita em Banten.

O bedug ou beduk (em indonésio: bedug; em javanês: bedhug) é um instrumento musical nativo da Indonésia. Sua estrutura consiste num tambor usado num gamelão. Ele também é usado entre os muçulmanos em Java para fins religiosos.
O bedug é feito como um grande tambor de cano duplo, com couro de Búfalo-asiático em ambos os lados.
Não se sabe ao certo a origem do bedung. Historiadores o ligam a tradições de comunicação do passado na ilha de Java, na Indonésia, mas também há relatos de que sua origem pode estar associada com a cultura da China. Acredita-se que o uso do instrumento em mesquitas se iniciou por volta do século XV. Arqueólogos da Universidade de Malang fizeram um estudo sobre diversos instrumentos musicais da Indonésia, sugerindo que os primeiros tambores surgiram em tempos pré-históricos, com os nekara e mok se constituindo na primeira estrutura de tambores.

## Visão geral
O bedug não é usado na maioria das performances de gamelão, mas é usado em conjuntos especiais como o gamelão sekaten, onde ele toma o lugar do kempul. Em algumas cerimônias, ele é usado em conjunto com o kendang, especialmente para acompanhar a dança. Quando usado em conjunto com o kendang, as danças devem ser realizadas por mulheres jovens (no início da dança) e finalizada por mulheres idosas ou de meia-idade. Nesta cerimônia, especificamente, não há a participação masculina, exceto para tocar os instrumentos musicais.
O Bedug também é comumente usado em mesquitas em Java entre os javaneses e sundaneses, como um sinal de oração, ou durante festivais islâmicos ocorridos na ilha. Como um exemplo desta manifestação citada, temos o uso do bedug para sinalizar o fim do dia inteiro de jejum durante o Ramadã, às vezes sendo usado para sinalizar o tempo para Suhur durante o Ramadã. Quando usado para sinalizar o tempo ofertado para oração, o bedug é batido de uma forma diferente do que em orações comuns. O instrumento também é usado para comemorar o takbiran, uma noite antes do Eid al-Fitr, que se consiste no canto das pessoas de músicas takbir, batendo o tambor bedug durante a manifestação. or during Islamic festivals.